# Cataulacus latus
Cataulacus latus é uma espécie de formiga do gênero Cataulacus, pertencente à subfamília Myrmicinae.